# 商店

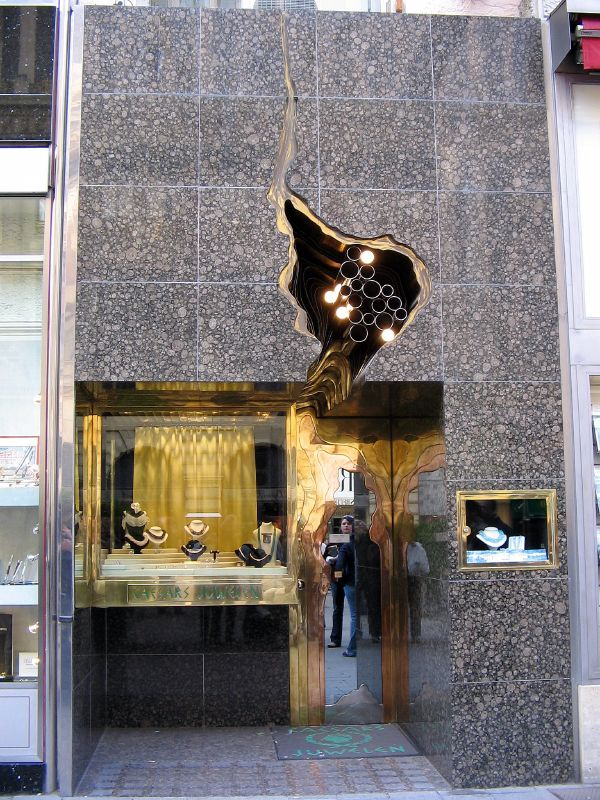
藝術風格店面的珠寶店

商店，泛指售賣商品或服務的地方，有零售、批發二類。商店包括有地鋪、樓上鋪和商場店子、百貨公司、專門店等。它們可能是個體戶或者連鎖式經營。營運歷史悠久的商店俗稱「老店」、「老字號」。
商店在北宋時期已經很發達，《东京梦华录》一书共提到的一百多家店铺，如“遇仙正店”、“中山正店”、“高阳正店”、“清风楼”、“长庆楼”、“八仙楼”、“十六铺”等。而商业的繁荣，又进一步出现以“店”用作地名的情况。由最初的商店、驿站逐渐形成村镇，以“某某店”命名，在中国华北地区常见。

## 取名
商店的取名與人名相似，部分商店則是直接使用老闆的名稱，也有以其他事物如地方、名勝等以吸引顧客注意。另外也有些商店冠以國家、地方等名號，如中國XX、上海XX。
店鋪，即商店，是坐商進行貿易活動的場所。唐朝封演《封氏聞見記》寫道：“至京邑城市，多開店鋪”。可見陝西省早在1000年前，就已習用“店舖”一詞。如今，民間習慣稱大者為“店”，小者為“舖”。另外，旅舍也叫“店”，舊時稱住旅舍為“住店”。店舖的營業場所，叫“店面”、“舖面”。

## 類型
大致上可以依照人類食衣住行育樂為基礎而細分出各種不同的商業店家型態
販賣商品
- 賣寵物活體、寵物食品、寵物用品，或提供寵物服務的，例如：寵物美容、寵物住宿、寵物醫療等相關的，皆可統稱為寵物店。
- 賣文具的叫文具店。
- 賣書籍的叫書店，例如有誠品書店。
- 賣花的叫花店。
- 賣成人玩具的叫性商店。
- 賣一般玩具的叫玩具店，例如有玩具反斗城。
- 賣日用品雜貨的叫雜貨店。
- 賣時尚百貨的叫百貨公司，例如：新光三越。
- 賣家具的叫家具行
- 卖食品的叫食品店。
  - 賣米、麵等主糧含食用油的叫米店、粮店、粮油店。
  - 卖副食品，叫副食品店。賣面包、蛋糕等食物的叫面包店、蛋糕店、西餅店。
  - 卖零食，叫零食店，如冰淇淋店等。近似有小吃店。
- 賣飲料的叫飲料店手搖飲。
- 卖服装（包括鞋帽）的叫服装店
  - 賣時裝的叫時裝店，提供服装制作服务叫裁缝店
  - 按出售商品细分又有鞋店、帽子店、内衣店，以及服装配饰的首饰店（珠宝店）、箱包店等等
- 卖药的叫药店
- 拍賣商店yahoo商拍賣..
- 提供在线零售服务的也称作网店。
- 賣安全帽的叫安全帽店。
- 賣家電的叫家電行、電器行，例如有全國電子。
- 賣雜貨的叫雜貨店。

販賣產品
- 賣手機及平板電腦的叫電信門市和直營門市及銷售門市和實體門市及線上商店門市、通訊行。
- 賣3c配件與行動電源的叫手機配件專賣店、通訊行。
- 賣電腦的叫電腦專買店。
- 賣相機的叫相機專賣店。

販賣服務
- 賣理髮、燙髮服務的叫美容院。
- 賣住宿、休息服務的叫旅館、賓館、飯店、商旅、民宿、汽車旅館。
- 賣洗衣、服務的叫洗衣店。
- 賣娛樂服務的叫電影院、戲院、俱樂部。

販賣商品及服務
- 賣餐食及服務的叫餐館，非正餐服务的，可以叫小吃店。
- 賣酒水飲料及娛樂服務的叫酒吧、夜總會。
- 賣交換卡片遊戲及代客組卡服務的叫卡店。

有些商店只接待批發顧客，不歡迎零售顧客，例如香港上環南北行某些商店，因此商店不一定是零售商。

## 图片

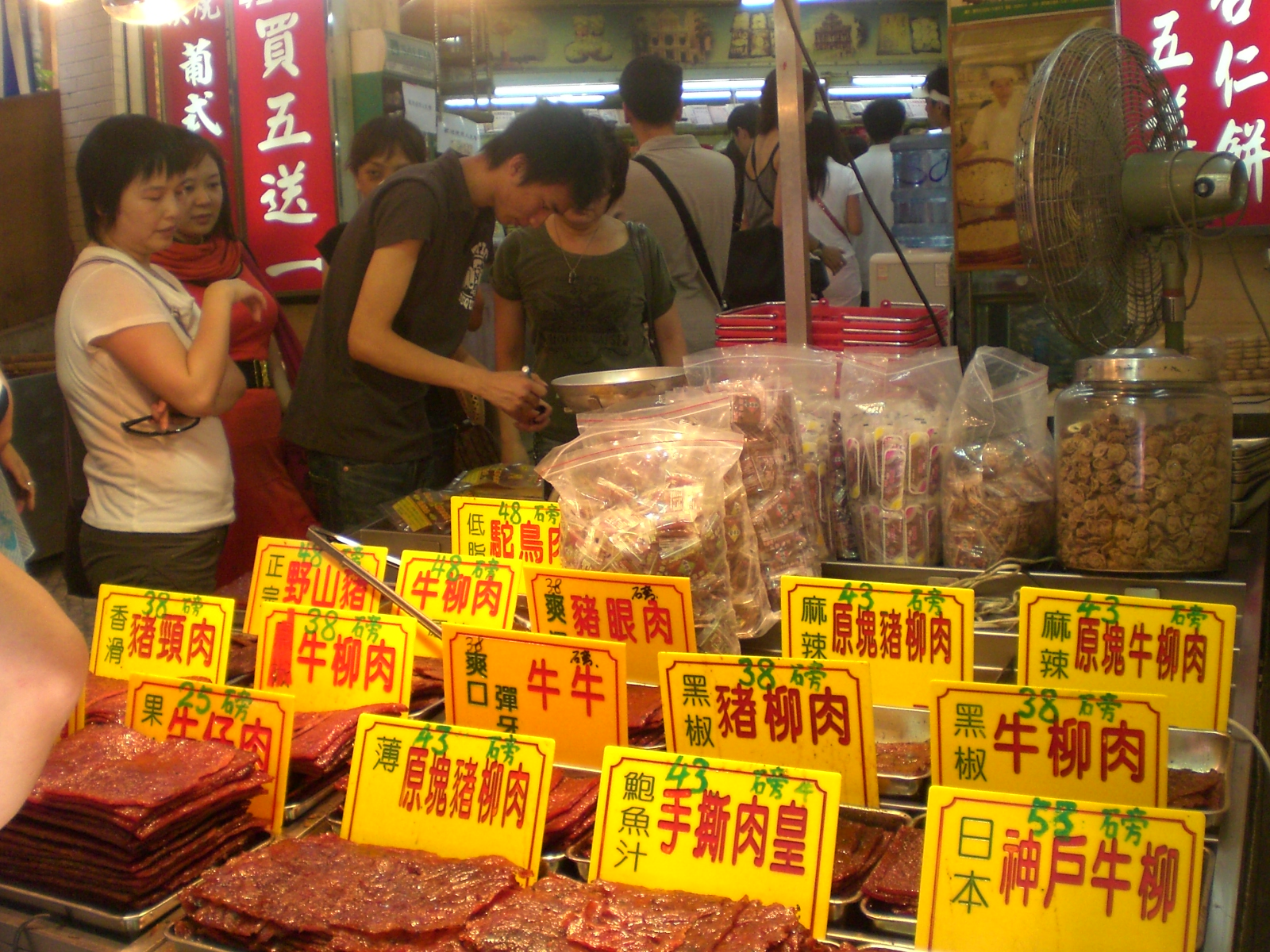
賣手信的專門店
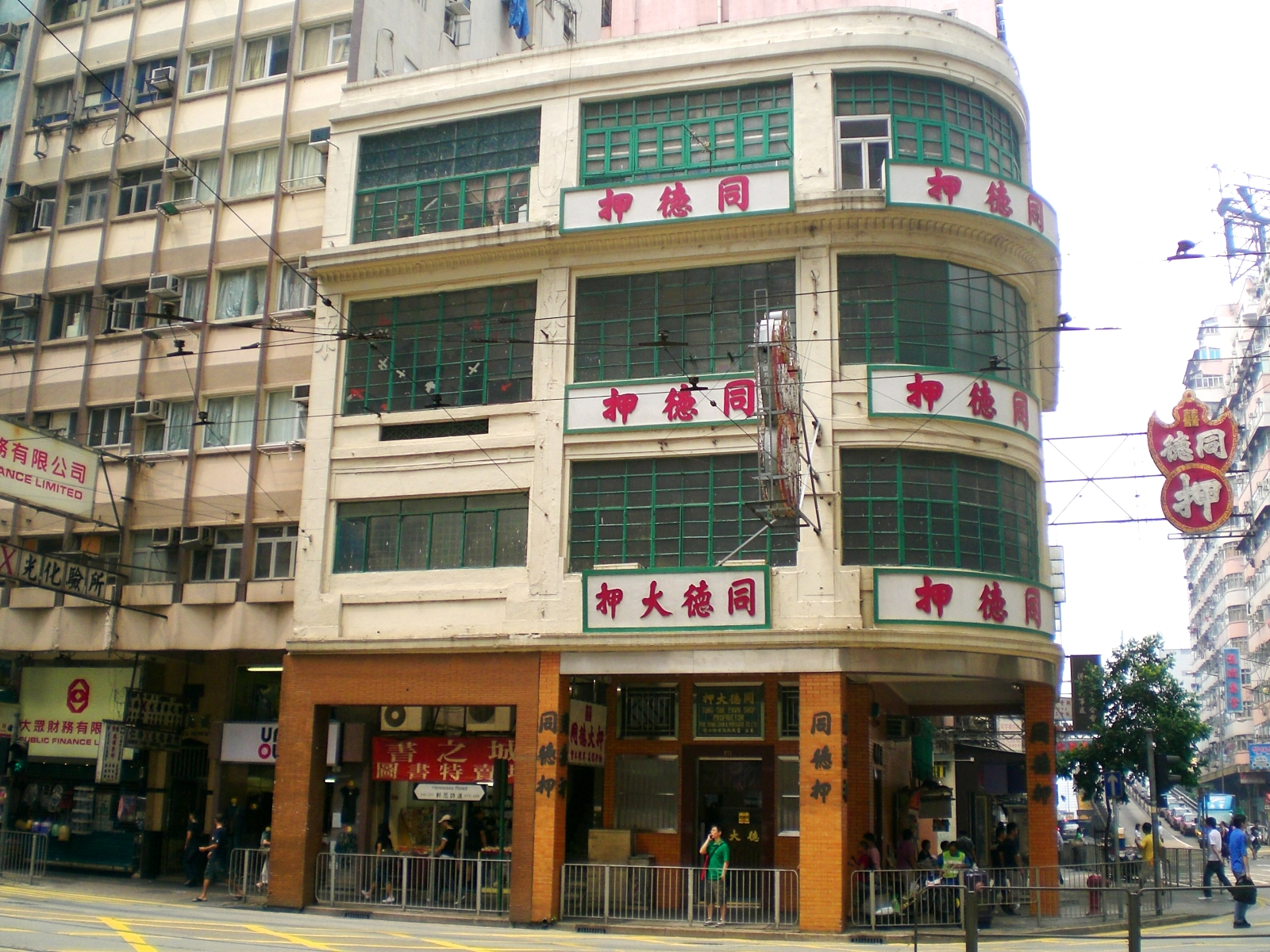
當舖
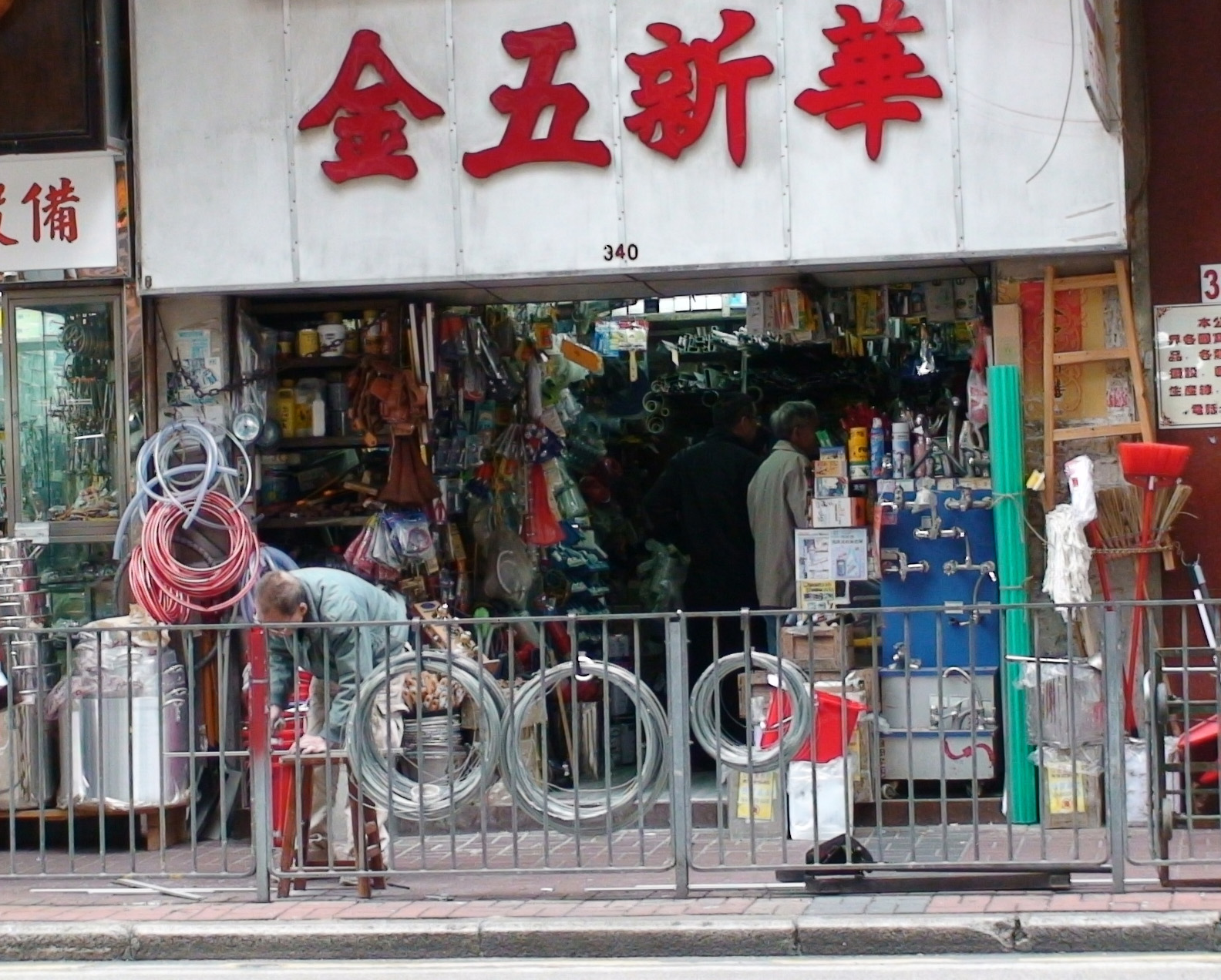
五金店
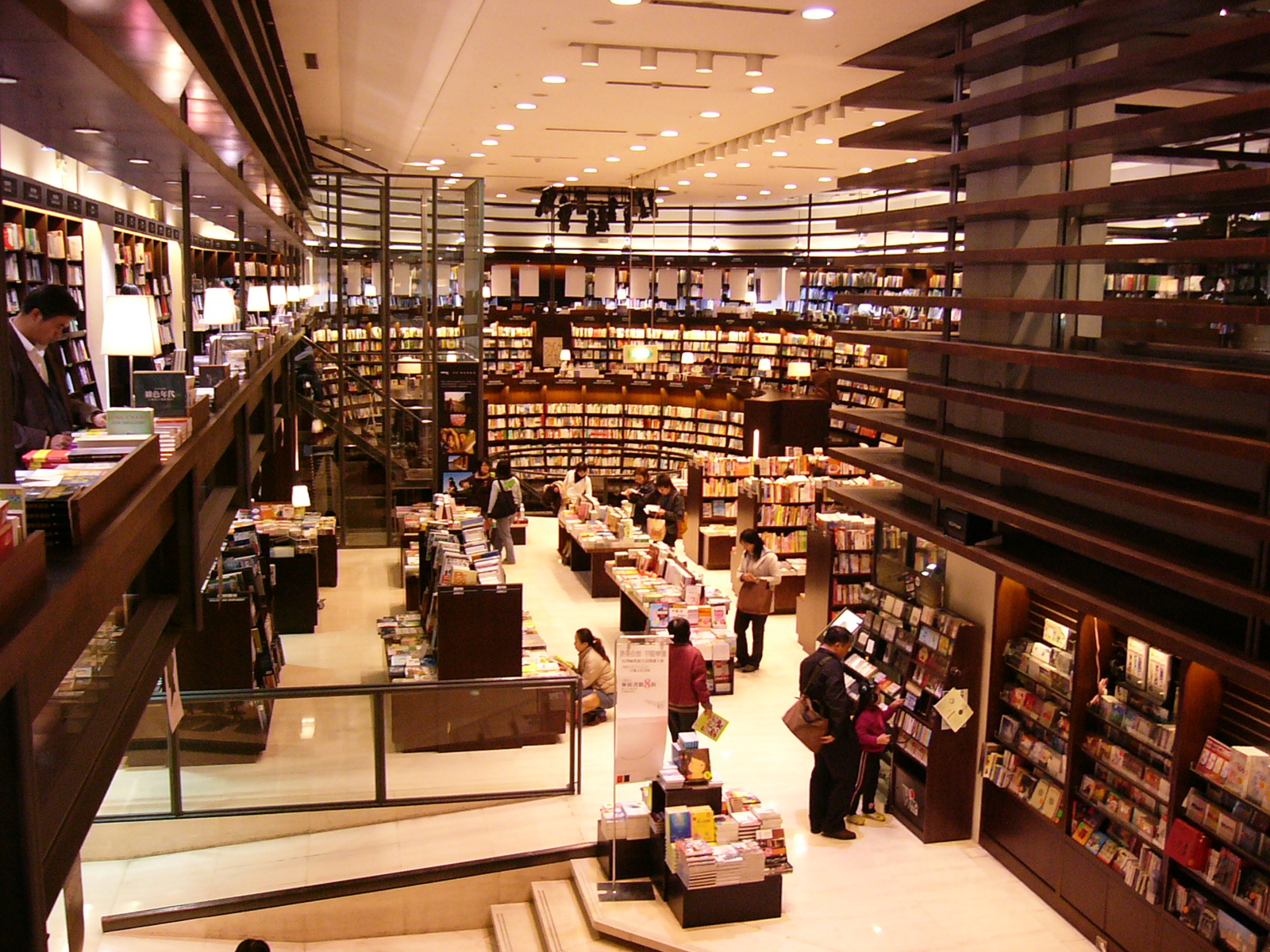
書店
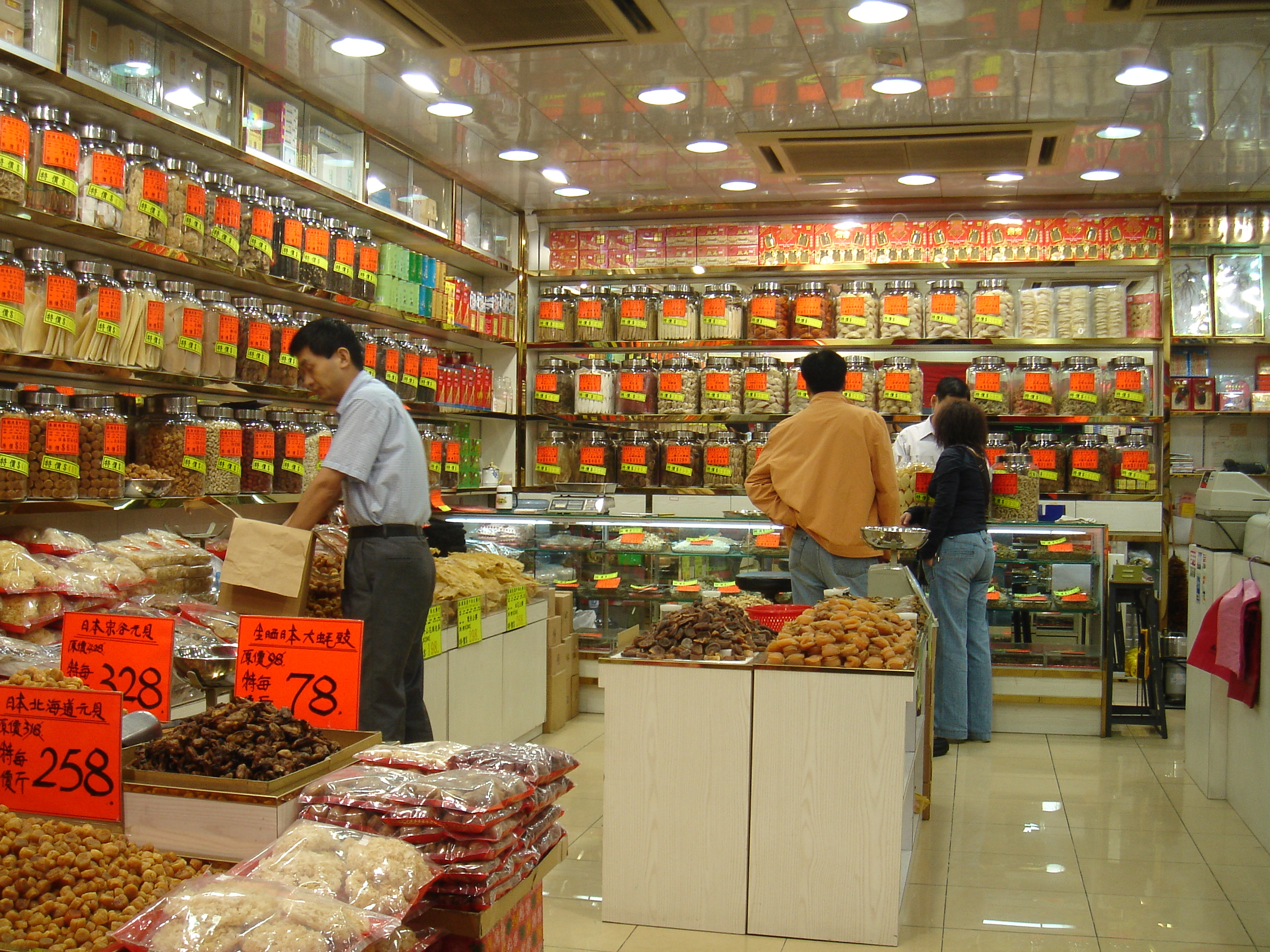
藥材店
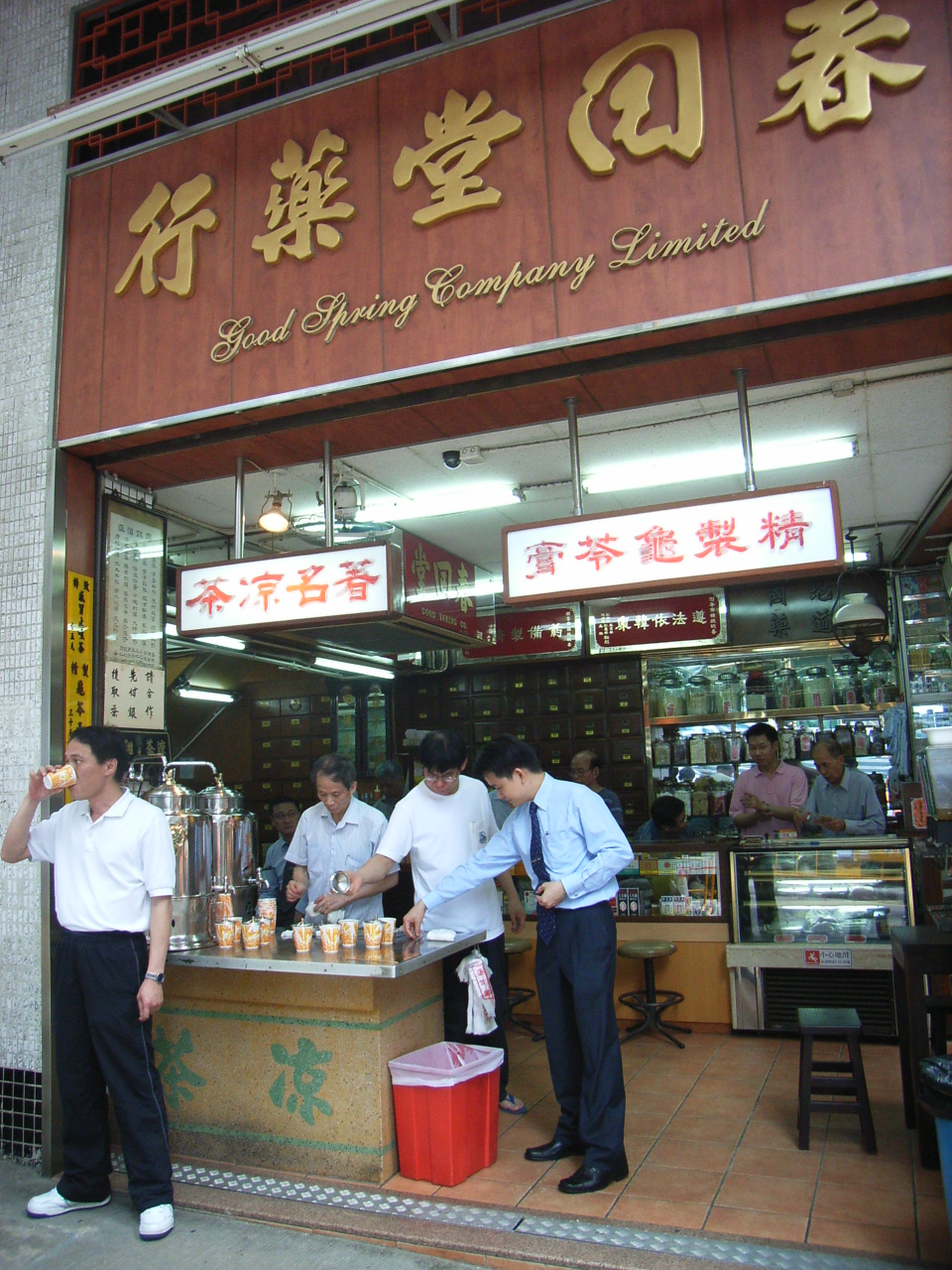
涼茶店
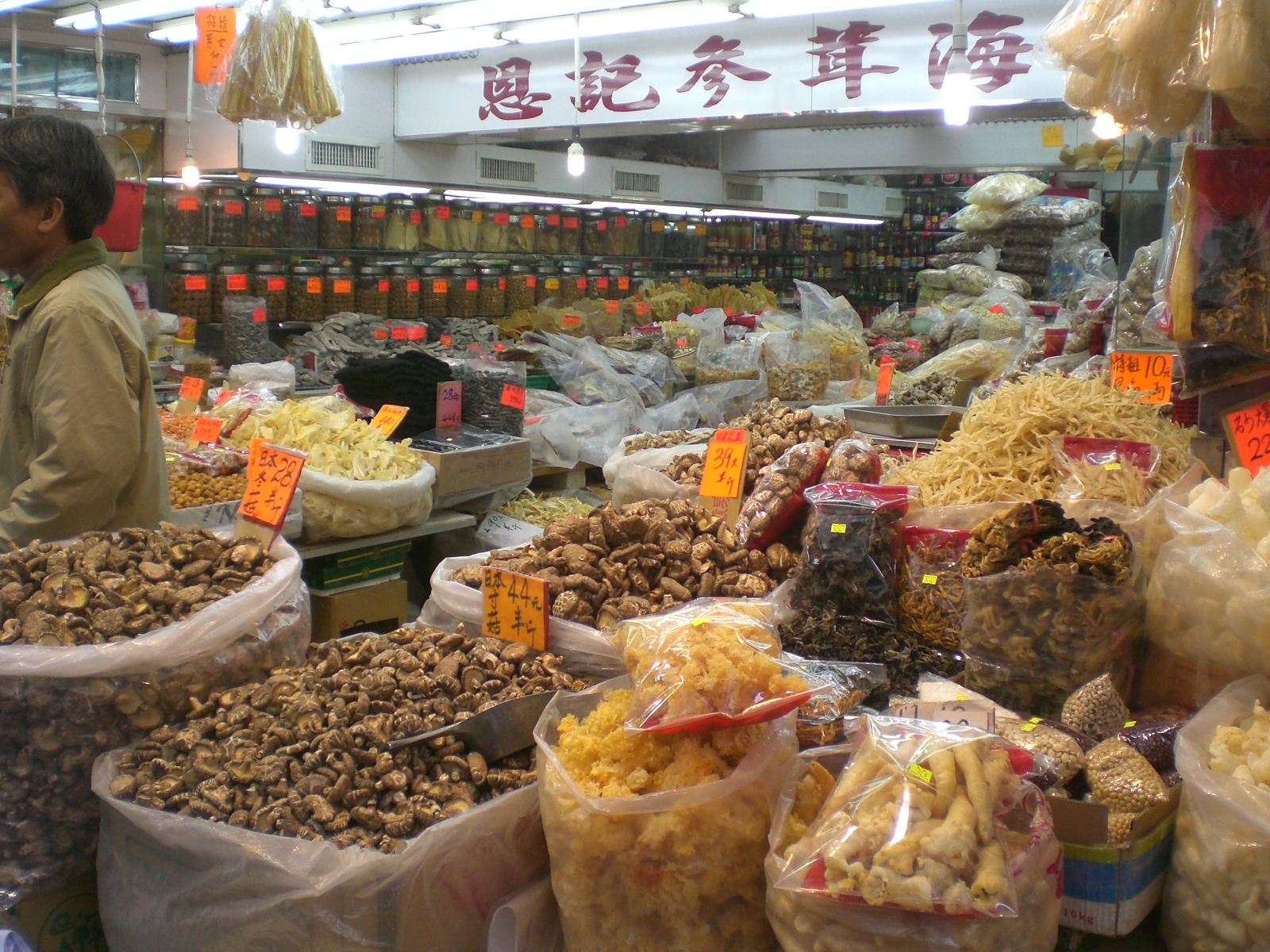
參茸海味店
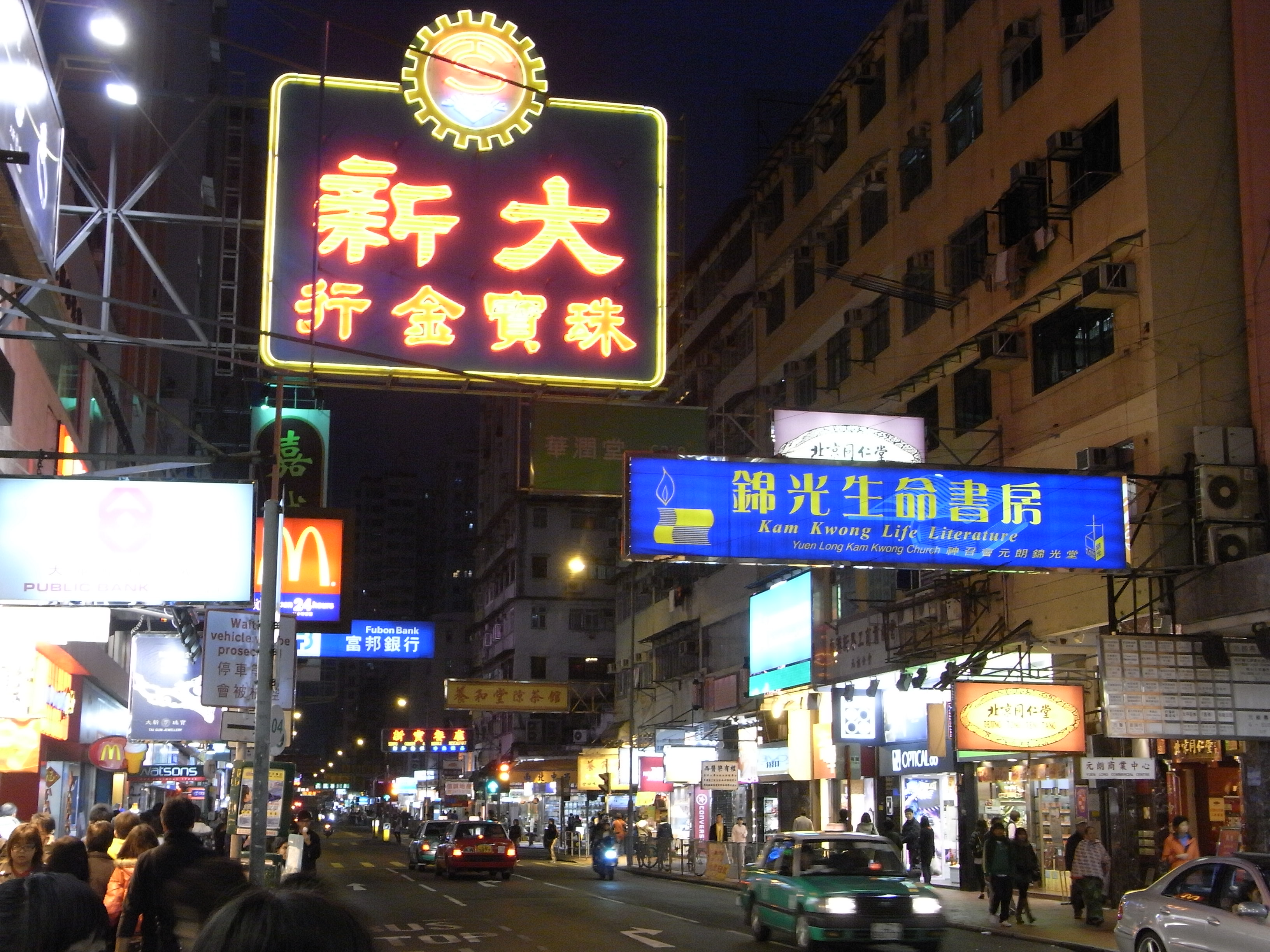
商店街
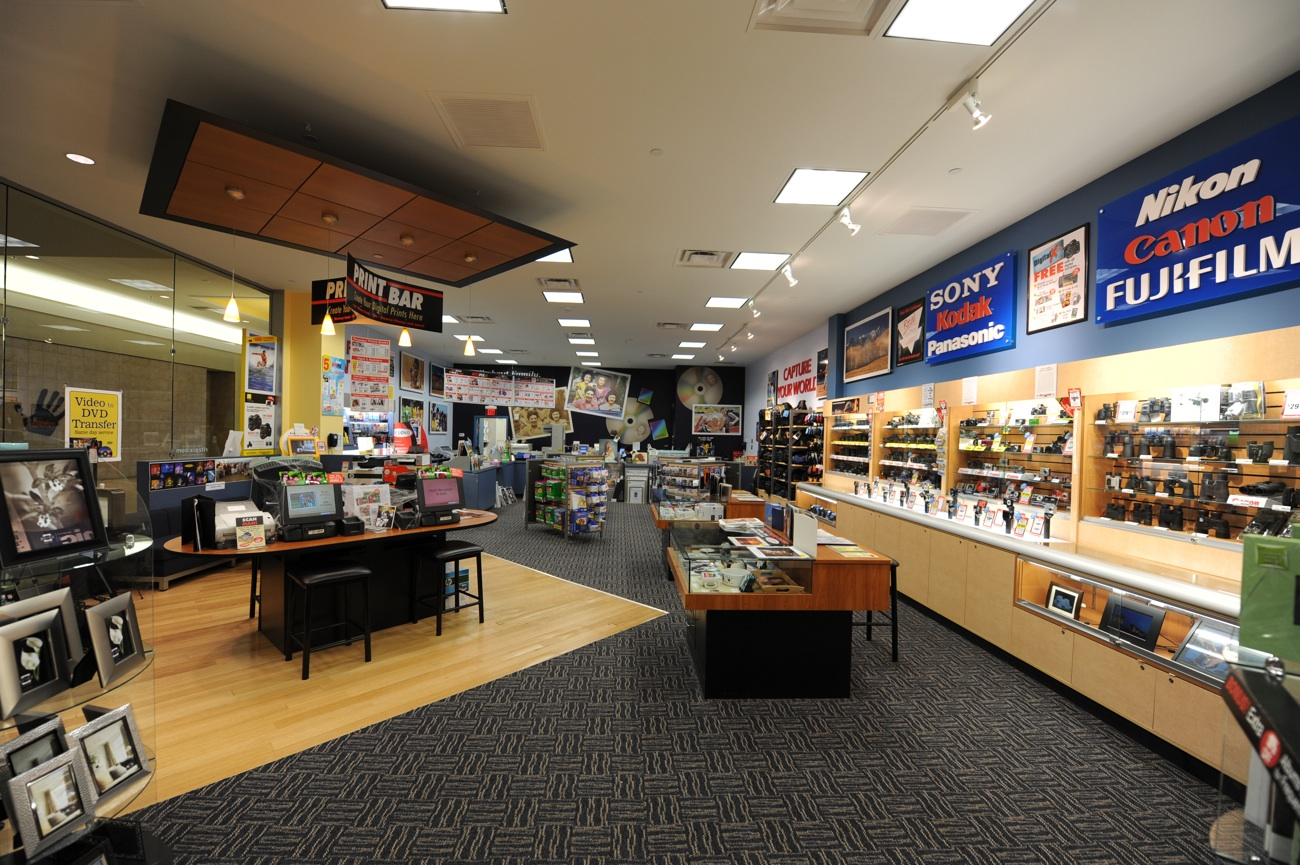
電子產品商店
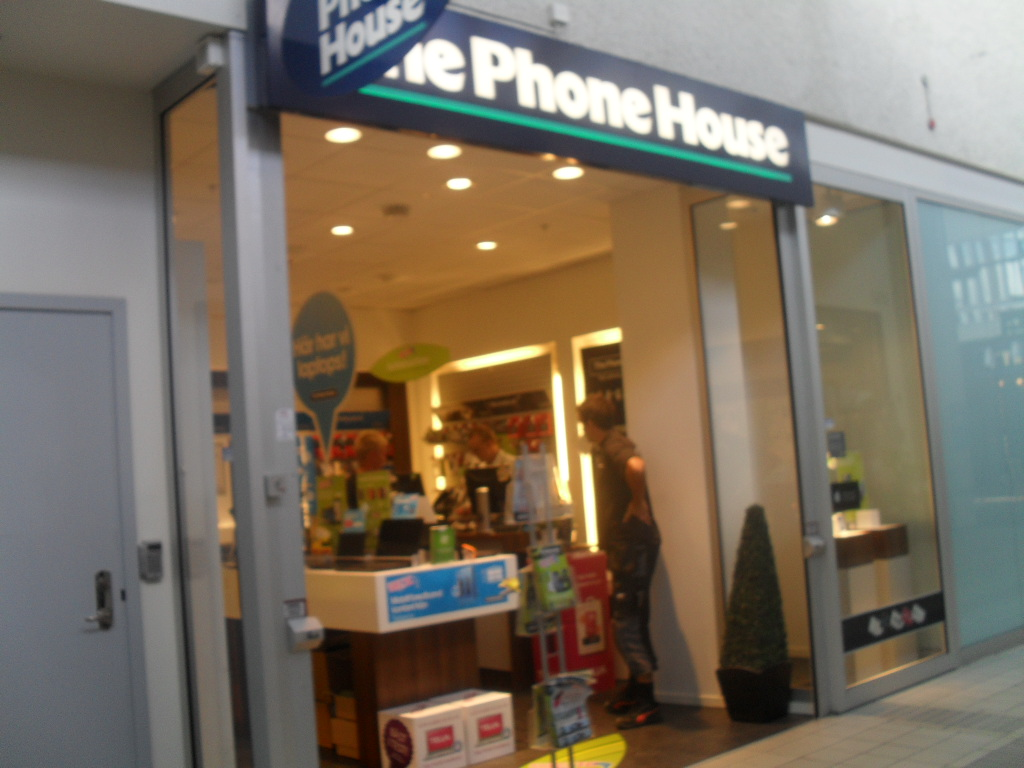
手機店

## 地鋪
以位置分類，地鋪是地下一層的商店鋪位，它與街鋪和商場鋪位或有分別。

## 商店類型
- 網上商店
- 誠實商店
- 展示廳現象

## 延伸阅读
[在维基数据编辑]
 《欽定古今圖書集成·方輿彙編·坤輿典·市肆部》，出自陈梦雷《古今圖書集成》

## 相關
- : 小本營商的新形式，有如寄賣 （Consignment sales） （页面存档备份，存于）